# 4241 Pappalardo
4241 Pappalardo este un asteroid din centura principală, descoperit pe 2 martie 1981 de Schelte Bus.